# The Watcher
The Watcher er en amerikansk thriller tv-miniserie skabt af Ryan Murphy og Ian Brennan for Netflix .  Serien havde premiere den 13. oktober 2022. 

## Resume
Serien følger den sande historie om et ægtepar, der efter at være flyttet ind i deres drømmehjem i Westfield, New Jersey, bliver chikaneret af breve underskrevet af en stalker, der går under pseudonymet "The Watcher".  

## Medvirkende og karakterer

### Hovedkarakterer
- Naomi Watts som Nora Brannock
- Bobby Cannavale som Dean Brannock
- Isabel Gravitt som Ellie Brannock
- Luke David Blumm som Carter Brannock
- Jennifer Coolidge som Karen Calhoun
- Margo Martindale som Maureen / Mo
- Richard Kind som Mitch
- Mia Farrow som Pearl Winslow
- Terry Kinney som Jasper Winslow
- Christopher McDonald som Detektiv Rourke Chamberland
- Noma Dumezweni som Theodora Birch
- Joe Mantello som William "Bill" Webster / John Graff
- Henry Hunter Hall som Dakota

### Tilbagevendende
- Michael Nouri som Roger Kaplan
- Danny Garcia som Steve
- Seth Gabel som Andrew Pierce
- Susan Merson som Tammy
- Seth Barrish som Jack
- Michael Devine som Christopher
- Stephanie Kurtzuba som Helen Graff
- Matthew Del Negro som Darren Dunn
- Jeffrey Brooks som Politibetjent
- Patricia Black som Marjorie
- Kate Skinner som Trish
- Anthony Bowden som Young Roger
- Pamela Dunlap som Carol Flanagan
- Brittany Bradford som Nina
- Jeff Hiller som Terapeut

## Eksterne links
- The Watcher on Netflix
- The Watcher på Internet Movie Database (engelsk)